# 祁连山附地菜
祁连山附地菜（学名：Trigonotis petiolaris）为紫草科附地菜属的植物，分布于中国大陆中部內陸山區海拔2,700米至2,900米處，目前無人工引种栽培技術。